# Thrombozytenaggregometrie

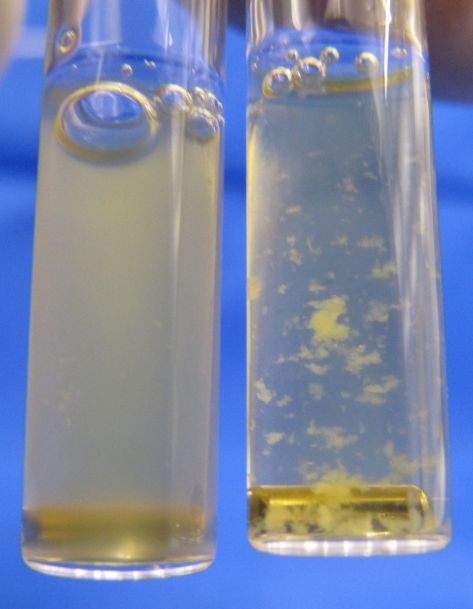
Plättchenreiches Blutplasma (links) ist eine trübe Flüssigkeit. Durch Zugabe von ADP werden die Plättchen aktiviert und binden aneinander, so dass weiße Flocken entstehen (rechts).

Die Thrombozytenaggregometrie oder Thrombozytenaggregationsmessung ist ein Labortest zur Messung der Thrombozytenaggregation.
Störungen der Funktionsfähigkeit von Thrombozyten können durch angeborene Defekte zustande kommen oder durch die Einnahme von Thrombozytenaggregationshemmern erworben werden. Die Thrombozytenaggregometrie ist bei der Suche nach der Ursache einer solchen Funktionsstörung hilfreich. Andere Methoden zur Untersuchung bzw. Prüfung der Thrombozytenfunktion sind der Rumpel-Leede-Test oder die Bestimmung der Blutungszeit.

## Prinzip der Methode

Schematische Darstellung der Thrombozytenaggregation

Transmissionsverlauf der Thrombozytenaggregation

Grundsätzlich gibt es zwei unterschiedliche Messmethoden:
1. Die Impedanzaggregometrie nach Cardinal, ein 1979 vorgestelltes Verfahren zur Thrombozytenfunktionsdiagnostik im Vollblut.
2. Die Lichttransmissionsaggregometrie (LTA, „Born-Aggregation“), ein 1963 entwickeltes Verfahren für plättchenreiches Plasma.

Bei der modernen Impedanzaggregometrie oder multiplate electrode aggregometry (MEA) werden 300 µl Blut mit einer Pipette in eine Messzelle Küvette überführt. Gegenüber der Born-Aggregation entfällt das Zentrifugieren von plättchenreichem und plättchenarmem Plasma. Außerdem findet die Messung im Vollblut, also dem physiologischen Milieu des Körpers, statt.
Bei der Methode nach Born wird zunächst plättchenreiches Plasma (PRP) aus einer Vollblutprobe durch Zentrifugieren bei geringer G-Zahl gewonnen. Um das Einsetzen der Blutgerinnung zu verhindern, enthält die Blutprobe meist 3,8 % Natriumzitrat als Antikoagulanz.
Das so gewonnene PRP besteht aus Blutplasma und einer hohen Zahl von Thrombozyten, jedoch praktisch keinen anderen Blutzellen. Beim Betrachten erscheint es sehr viel trüber als gewöhnliches Blutplasma, was tatsächlich auf die Thrombozyten zurückzuführen ist.
Das PRP wird vorsichtig mit einer Pipette abgehoben und in eine lichtdurchlässige Küvette überführt. Um die Funktionsfähigkeit der Thrombozyten zu prüfen, wird dem PRP in einem Analysegerät zur Messung der Trübung mit Hilfe von Licht (tubidimetrische Methode) ein Agonist zugefügt. Die einsetzende Aggregation führt zur Aufklärung des PRP und damit zu einer höheren Lichtdurchlässigkeit (zunehmende Transmission). Die Transmissionszunahme innerhalb einer gegebenen Zeit, steht in direktem Verhältnis zur Thrombozytenaggregation. Je nachdem, welcher Agonist zur Aktivierung gewählt wurde, lassen die Ergebnisse Rückschlüsse auf die Funktionstüchtigkeit der Thrombozyten zu. Neben der Zunahme der Transmission, sind auch Geschwindigkeit und Kurvenverlauf während der Aggregation für die Beurteilung der Thrombozytenfunktion wichtig.
Als Agonisten werden meist Adenosindiphosphat (ADP), Epinephrin (Adrenalin) und Kollagen eingesetzt.
Die Aktivierung bewirkt das Formieren des Glykoproteins GP IIb/IIIa auf der Oberfläche der Thrombozyten. Dadurch kann Fibrinogen an den GP IIb/IIIa binden und so viele Thrombozyten miteinander verknüpfen. Es entstehen Aggregate aus Thrombozyten.

## Störende Einflüsse auf das Testergebnis
Die Testmethode ist abhängig von der Probengewinnung (Präanalytik):
- Starker Scherstress bei der Entnahme der Blutproben kann zur Voraktivierung führen und die Ergebnisse verfälschen. Dies lässt sich durch Kanülen mit weitem Lumen vermeiden.
- Die Blutproben sollen nicht kalt, sondern bei Raumtemperatur gelagert werden. Kälte kann ebenfalls zu einer Aktivierung der Thrombozyten führen.
- Außerhalb des Körpers lässt die Funktionstüchtigkeit der Thrombozyten schnell nach. Um keine verfälschten Ergebnisse zu erhalten, soll eine Probe innerhalb von 3,5 Stunden getestet sein.
- Ist die Zahl der Thrombozyten im Testansatz zu niedrig, stehen nicht genügend Thrombozyten zur Bildung von Aggregaten zur Verfügung. Die Ursache könnte eine zu geringe Thrombozytenzahl in der Blutprobe oder eine zu hohe G-Zahl beim Zentrifugieren sein.

Da keine standardisierte kommerzielle Kontrolle erhältlich ist, sollte immer die Probe eines offensichtlich gesunden Spenders mitgeführt werden. Der Kontrollspender darf jedoch keine Thrombozytenaggregationshemmer eingenommen haben.
(Quelle 2)